# مجموعه تپه‌های بلوچ خان
مجموعه تپه‌های بلوچ خان مربوط به دوران‌های تاریخی پس از اسلام است و در شهرستان زابل، بخش میان کنگی، روستای بلوچ خان واقع شده و این اثر در تاریخ ۷ مهر ۱۳۸۱ با شمارهٔ ثبت ۶۴۸۰ به‌عنوان یکی از آثار ملی ایران به ثبت رسیده است.